# Mater Matuta
Mater Matuta var en romersk (ursprungligen latinsk) gudinna, beskyddare av begynnelser och hamnar.  Hon kom så småningom att jämställas med gryningsgudinnan Aurora.
Hon firades under festivalen matralia 11 juni av kvinnor under deras första äktenskap. 
Mater Matutas tempel i Rom invigdes på Forum Boarium av Servius Tullius. Det fanns också andra tempel kring Kampanien, särskilt i hamnar.